# Calvão (Vagos)
Calvão es una freguesia portuguesa del concelho de Vagos, situada en la Región Centro y subregión de Baixo Vouga, con 15,15 km² de superficie y 2010 habitantes (2001). Su densidad de población es de 132,7 hab/km².